# Pheia pseudelegans
Pheia pseudelegans är en fjärilsart som beskrevs av Rothschild 1931. Pheia pseudelegans ingår i släktet Pheia och familjen björnspinnare. Inga underarter finns listade i Catalogue of Life.